# Tonglu
Tonglu  léase Tong-Lu (en chino simplificado, 桐庐县; pinyin, Tónglú xiàn) es una condado bajo la administración directa de la subprovincia de Hangzhou en la Provincia de Zhejiang, República Popular China. La parte urbana se localiza en valle a una altura media de 25 m s. n. m. donde es bañada por el río Qiantang, un desagüe del lago Qiandao (千岛湖). Su área es de 1825 km² y su población es de 404 7000 habitantes. Al condado se le conoce como el hogar de los She.

## Administración
El condado de Tonglu se divide en 13 pueblos, que se administran en 4 subdistritos, 6 poblados, 3 villas y 1 villa étnica:
- Subdistritos: Chéngnán jiēdào, tóng jūn jiēdào, jiù xiàn jiēdào y fèng chuān jiēdào.
- Poblados: Fù chūnjiāng zhèn, héng cūnzhèn, fēn shuǐ zhèn, jiāngnán zhèn, yáo lín zhèn y bǎijiāng zhèn.
- Villas: Zhōng shān xiāng, hé cūn xiāng, xīn hé xiāng y la villa étnica É shān .

## Clima
| Parámetros climáticos promedio de Tonglu（1959－1995年） | Parámetros climáticos promedio de Tonglu（1959－1995年） | Parámetros climáticos promedio de Tonglu（1959－1995年） | Parámetros climáticos promedio de Tonglu（1959－1995年） | Parámetros climáticos promedio de Tonglu（1959－1995年） | Parámetros climáticos promedio de Tonglu（1959－1995年） | Parámetros climáticos promedio de Tonglu（1959－1995年） | Parámetros climáticos promedio de Tonglu（1959－1995年） | Parámetros climáticos promedio de Tonglu（1959－1995年） | Parámetros climáticos promedio de Tonglu（1959－1995年） | Parámetros climáticos promedio de Tonglu（1959－1995年） | Parámetros climáticos promedio de Tonglu（1959－1995年） | Parámetros climáticos promedio de Tonglu（1959－1995年） | Parámetros climáticos promedio de Tonglu（1959－1995年） |
| Mes                                                      | Ene.                                                     | Feb.                                                     | Mar.                                                     | Abr.                                                     | May.                                                     | Jun.                                                     | Jul.                                                     | Ago.                                                     | Sep.                                                     | Oct.                                                     | Nov.                                                     | Dic.                                                     | Anual                                                    |
| -------------------------------------------------------- | -------------------------------------------------------- | -------------------------------------------------------- | -------------------------------------------------------- | -------------------------------------------------------- | -------------------------------------------------------- | -------------------------------------------------------- | -------------------------------------------------------- | -------------------------------------------------------- | -------------------------------------------------------- | -------------------------------------------------------- | -------------------------------------------------------- | -------------------------------------------------------- | -------------------------------------------------------- |
| Temp. máx. abs. (°C)                                     | 26.1                                                     | 28.5                                                     | 33.8                                                     | 34.7                                                     | 37.3                                                     | 37.6                                                     | 41.0                                                     | 41.7                                                     | 40.2                                                     | 35.0                                                     | 29.5                                                     | 24.3                                                     | 41.7                                                     |
| Temp. máx. media (°C)                                    | 9.0                                                      | 10.3                                                     | 14.8                                                     | 21.3                                                     | 26.0                                                     | 29.1                                                     | 34.1                                                     | 33.8                                                     | 28.4                                                     | 23.1                                                     | 17.5                                                     | 11.6                                                     | 21.6                                                     |
| Temp. media (°C)                                         | 4.4                                                      | 5.8                                                      | 9.9                                                      | 15.9                                                     | 20.5                                                     | 24.1                                                     | 28.2                                                     | 27.6                                                     | 23.0                                                     | 17.5                                                     | 12.1                                                     | 6.5                                                      | 16.3                                                     |
| Temp. mín. media (°C)                                    | 0.9                                                      | 2.4                                                      | 6.4                                                      | 12.0                                                     | 16.8                                                     | 20.9                                                     | 24.6                                                     | 24.1                                                     | 20.0                                                     | 13.9                                                     | 8.2                                                      | 2.6                                                      | 12.7                                                     |
| Temp. mín. abs. (°C)                                     | −9.4                                                     | −9.5                                                     | -2.7                                                     | 1.0                                                      | 8.0                                                      | 12.4                                                     | 17.8                                                     | 17.2                                                     | 10.2                                                     | 2.0                                                      | -3.7                                                     | −9.5                                                     | -9.5                                                     |
| Precipitación total (mm)                                 | 67.6                                                     | 100.6                                                    | 141.5                                                    | 155.3                                                    | 182.9                                                    | 216.4                                                    | 141.4                                                    | 128.6                                                    | 147.5                                                    | 84.2                                                     | 66.0                                                     | 53.5                                                     | 1485.5                                                   |
| Días de precipitaciones (≥ 1 mm)                         | 12.4                                                     | 13.7                                                     | 18.0                                                     | 16.7                                                     | 16.5                                                     | 15.7                                                     | 12.6                                                     | 12.5                                                     | 13.6                                                     | 11.7                                                     | 10.7                                                     | 10.5                                                     | 164.6                                                    |
| Horas de sol                                             | 117.3                                                    | 102.4                                                    | 119.0                                                    | 136.3                                                    | 159.6                                                    | 157.0                                                    | 245.1                                                    | 240.3                                                    | 163.7                                                    | 157.8                                                    | 140.4                                                    | 138.3                                                    | 1877.2                                                   |
| Humedad relativa (%)                                     | 77                                                       | 78                                                       | 79                                                       | 78                                                       | 79                                                       | 82                                                       | 77                                                       | 78                                                       | 82                                                       | 80                                                       | 79                                                       | 76                                                       | 78.8                                                     |
| Fuente: 《杭州气象志》 注：日照时数为1961－1995年平均值  |                                                          |                                                          |                                                          |                                                          |                                                          |                                                          |                                                          |                                                          |                                                          |                                                          |                                                          |                                                          |                                                          |